# Max du Veuzit
Max du Veuzit (née au Petit-Quevilly le 29 octobre 1876 et morte à Bois-Colombes le 15 avril 1952) est le nom de plume d'Alphonsine Zéphirine Vavasseur, écrivaine de langue française, auteure de nombreux romans sentimentaux à grand succès.

## Biographie
Née au Petit-Quevilly, Alphonsine Zéphirine Vavasseur  épouse à Paris, le 18 janvier 1898, François Simonet, employé aux chemins de fer de l'Ouest sur la ligne de Paris-Saint-Lazare au Havre. En 1902, elle est admise à la Société des gens de lettres. Elle est membre de la Société des auteurs dramatiques et de la Société de géographie.

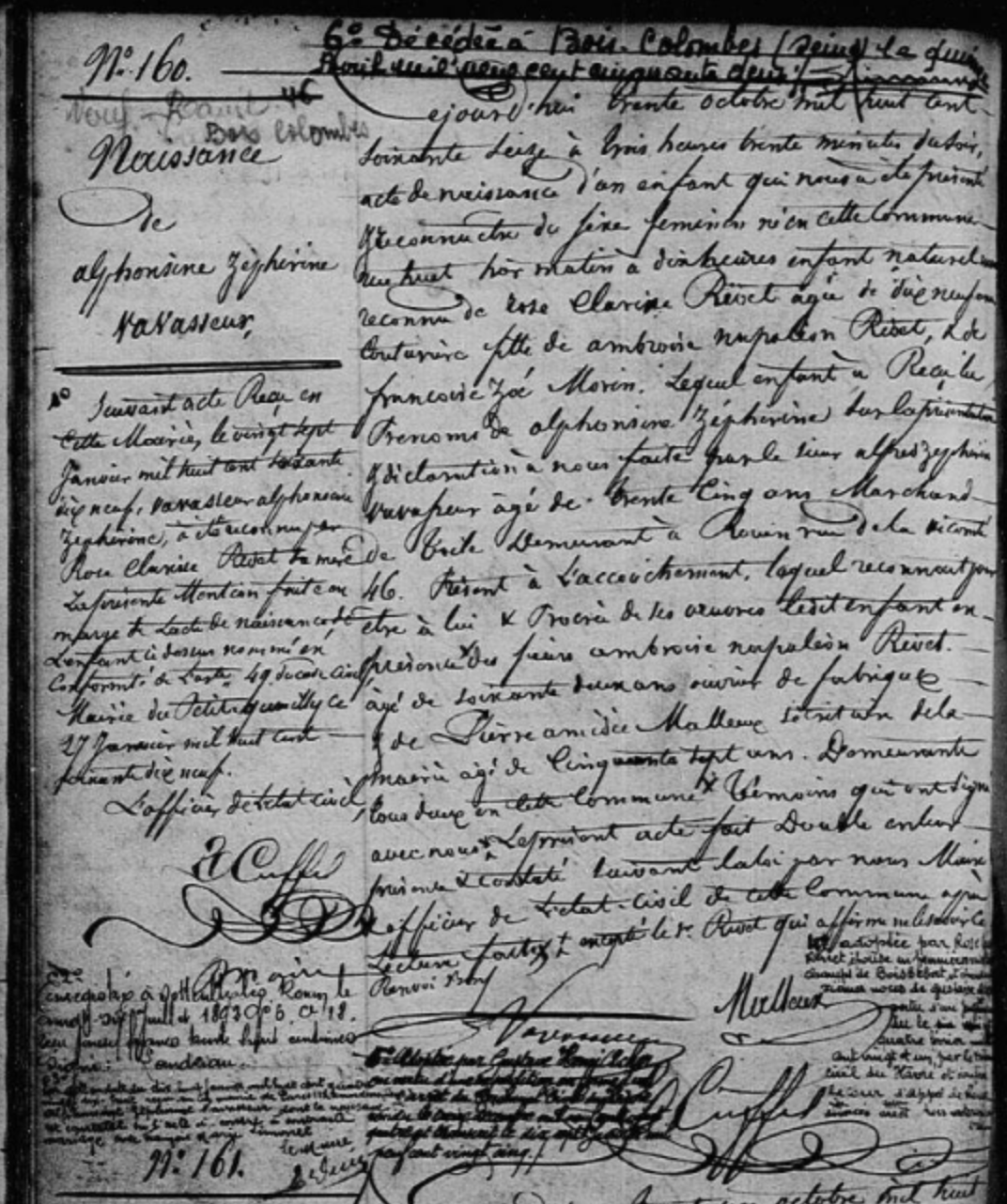
Acte de naissance

En 1905, elle demeure à Harfleur. Elle est rédactrice en chef du Journal de Montivilliers et critique littéraire dans plusieurs journaux normands. En 1932, elle habite avenue Allard à Bois-Colombes ainsi qu'à Orgeval. Elle achète le château de Théméricourt en 1935. À la fin de sa vie, elle demeure 3 villa Logerais à Bois-Colombes.

## Distinctions
- Chevalière de l'ordre du Mérite agricole
- Chevalière de la Légion d'honneur (décret du 9 avril 1952[4])
- Officier du Nichan Iftikhar

## Hommage
Un prix littéraire portant son nom est décerné par la Société des gens de lettres à l'auteur du roman le plus reproduit des quatre dernières années.

### Romans
Tous ses romans ont fait l'objet de plusieurs rééditions. Seules sont mentionnées ici les premières éditions.
- Amour fraticide, 1903
- Contes normands, 1904
- La Jeannette, 1904
- Le Sentier, 1907
- Le Mystère de Malbackt, 1908
- Mon mari, Paris, Tallandier, 1925
- John, chauffeur russe, Paris, Tallandier, 1931
- Petite comtesse, Paris, Tallandier, 1932
- Mariage doré, Paris, J. Tallandier, 1932
- L'Homme de sa vie 1933
- Vers l'unique, Tallandier, 1933
- Un mari de premier choix, Tallandier, 1934
- Sa maman de papier, Tallandier, Paris, 1934
- La Châtaigneraie, éditions Jules Tallandier, 1934
- L'Automate, 1935
- Cousine Yvette, 1935
- Fille de prince, Tallandier, 1935
- Le Vieux Puits, éditions Jules Tallandier, 1936
- Le Cœur d'ivoire, 1936
- Moineau en cage, Paris, J. Tallandier, 1936
- Rien qu'une nuit, Paris, J. Tallandier, 1937
- Les Héritiers de l'oncle Milex, Paris, J. Tallandier, coll. « Les Romans Bleus / Nouvelle série » (no 40), 1938, 223 p., 17 cm (BNF 32066286)
- L'Enfant des ruines, Paris, J. Tallandier, 1938, In-16 (BNF 41642518)
- L'Inconnu de Castel-Pic, Paris, J. Tallandier, 1939, 254 p., 18 cm (BNF 32066293)
- L'étrange petit comte, Tallandier, 1939
- Arlette et son ombre, 1946
- Sainte Sauvage, Paris, J. Tallandier, 1948
- Entente cordiale, Paris, Amiot-Dumont, 1949
- Le Mariage d'une interne. Editions A la Belle Hélène, Paris. 1952. Broché 12 x 19 sous jaquette couleurs. 254p+1f.
- Don du Ciel. Editions A la Belle Hélène, Paris, 1955. Broché 12 x 19 sous jaquette couleurs. 254p+1f.
- Un mariage Singulier, Tallandier, 1950
- Châtelaine, un jour…, Paris, Jules Tallandier, 1953    (Wikisource)

### Théâtre
- avec Georges Lomelar (Drame en un acte, joué au théâtre du Montparnasse le 8 février 1908), C'est la loi !, Paris, C. Joubert, 1912, 31 p., In-8°m (BNF 32066270)
- Paternité, comédie en 1 acte, 1908
- L'Aumône, comédie en 1 acte, 1909
- Pour le drapeau, 1909
- Le Sentier, comédie en 3 actes, 1907
- Le Noël des petits gueux, pièce réaliste en 1 acte, 1909